# Eurysilenium oblongum
Eurysilenium oblongum är en kräftdjursart som beskrevs av Hansen 1887. Eurysilenium oblongum ingår i släktet Eurysilenium och familjen Herpyllobiidae. Inga underarter finns listade i Catalogue of Life.